# Honda Passport
Honda Passport – SUV produkowany przez Isuzu w ramach partnerstwa Hondy i Isuzu. Auto produkowane także jako Holden Frontera w Australii, Isuzu Rodeo w USA, Isuzu Mu w Japonii, Opel Frontera w Europie, Vauxhall Frontera w Wielkiej Brytanii oraz Isuzu Cameo w Tajlandii.

## Honda Passport I
Auto zostało stworzone wyłącznie dla Isuzu, miało być sprzedawane wyłącznie jako Rodeo, jednak owoc współpracy rozniósł auto pod wiele marek w tym Hondę. Jest to pierwsza generacja 5-drzwiowego SUV-a.

## Honda Passport II
Auto zostało zastąpione Hondą Pilot z powodów nie do końca satysfakcjonujących wyników sprzedaży za oceanem.